# NGC 7519
NGC 7519 (również PGC 70713 lub UGC 12424) – galaktyka spiralna (Sb), znajdująca się w gwiazdozbiorze Pegaza. Odkrył ją Albert Marth 5 października 1864 roku.